# Nephthea armata
Nephthea armata is een zachte koraalsoort uit de familie Nephtheidae. De koraalsoort komt uit het geslacht Nephthea. Nephthea armata werd in 1906 voor het eerst wetenschappelijk beschreven door Thomson & Henderson. 